# سلیگ‌من (میزوری)
سلیگ‌من (به انگلیسی: Seligman) یک شهر در ایالات متحده آمریکا است که در شهرستان بری، میزوری واقع شده‌است. سلیگ‌من ۳٫۲۴ کیلومتر مربع مساحت و ۸۵۱ نفر جمعیت دارد و ۴۶۸ متر بالاتر از سطح دریا واقع شده‌است.